# Добротешть (Телеорман)
Добротешть, Добротешті (рум. Dobrotești) — село у повіті Телеорман в Румунії. Адміністративний центр комуни Добротешть.
Село розташоване на відстані 97 км на захід від Бухареста, 49 км на північний захід від Александрії, 85 км на схід від Крайови.

## Населення
За даними перепису населення 2002 року у селі проживали 3810 осіб, усі — румуни. Усі жителі села рідною мовою назвали румунську.